# Liste der Pfarren im Dekanat Feldkirchen
Das Dekanat Feldkirchen ist ein Dekanat der römisch-katholischen Diözese Gurk.

## Liste der Pfarren mit Kirchengebäuden
| Pfarre                           | Patrozinium                   | Kirchengebäude                                                                                            | Bild |
| Außerteuchen                     | Hll. Rupert und Virgil        | Pfarrkirche Außerteuchen                                                                                  |      |
| Feldkirchen                      | Hlgst. Jungfrau Maria im Dorn | Pfarrkirche Feldkirchen Filialkirche St. Michael, Filialkirche Rottendorf                                 |      |
| Friedlach                        | Hl. Georg                     | Pfarrkirche Friedlach Filialkirche Tauchendorf                                                            |      |
| Glanhofen                        | Hl. Laurentius                | Pfarrkirche Glanhofen Filialkirche Stocklitz                                                              |      |
| Gnesau                           | Hl. Leonhard                  | Pfarrkirche Gnesau                                                                                        |      |
| Himmelberg                       | Hl. Martin                    | Pfarrkirche Himmelberg Filialkirche Pichlern, Filialkirche Werschling                                     |      |
| Klein St. Veit                   | Hl. Vitus                     | Pfarrkirche Klein St. Veit Filialkirche Briefelsdorf, Filialkirche Hart, Filialkirche St. Martin          |      |
| Ossiach                          | Mariä Himmelfahrt             | Stiftskirche Ossiach Filialkirche St. Anton in den Tauern                                                 |      |
| Radweg                           | Hl. Radegundis                | Pfarrkirche Radweg Filialkirche Gradisch-Schlosskapelle, Filialkirche Knasweg, Filialkirche Sittich       |      |
| Sirnitz                          | Hl. Nikolaus                  | Pfarrkirche Sirnitz Filialkirche St. Leonhard im Bade, Filialkirche St. Ruprecht                          |      |
| St. Gandolf                      | Hl. Gandolf                   | Pfarrkirche St. Gandolf Filialkirche Maria Feicht, Filialkirche Flatschach                                |      |
| St. Josef am Ossiacher See       | Hl. Josef                     | Pfarrkirche St. Josef am Ossiacher See Filialkirche Alt St. Josef, Filialkirche St. Johannes in Steindorf |      |
| St. Lorenzen in der Reichenau    | Hl. Laurentius                | Pfarrkirche St. Lorenzen in der Reichenau Filialkirche St. Anna                                           |      |
| St. Margarethen in der Reichenau | Hl. Margareta                 | Pfarrkirche St. Margarethen in der Reichenau                                                              |      |
| St. Martin in Ebene Reichenau    | Hl. Martin                    | Pfarrkirche St. Martin in Ebene Reichenau                                                                 |      |
| St. Nikolai bei Feldkirchen      | Hl. Nikolaus                  | Pfarrkirche St. Nikolai bei Feldkirchen                                                                   |      |
| St. Ulrich bei Feldkirchen       | Hl. Ulrich                    | Pfarrkirche St. Ulrich bei Feldkirchen Filialkirche Poitschach                                            |      |
| St. Urban bei Feldkirchen        | Hl. Urban                     | Pfarrkirche St. Urban bei Feldkirchen Filialkirche Hoch St. Paul, Filialkirche Kleingradenegg             |      |
| Steuerberg                       | Hll. Petrus und Paulus        | Pfarrkirche Steuerberg Filialkirche St. Johann                                                            |      |
| Tiffen                           | Hl. Jakobus der Ältere        | Pfarrkirche Tiffen Filialkirche St. Margarethen                                                           |      |
| Wachsenberg                      | Hl. Andreas                   | Pfarrkirche Wachsenberg Filialkirche St. Ägidius                                                          |      |
| Zedlitzdorf                      | Unsere Liebe Frau             | Pfarrkirche Zedlitzdorf                                                                                   |      |

## Dekanat Feldkirchen
Das Dekanat umfasst 22 Pfarren.

## Dechanten
- seit ? Erich Aichholzer, Pfarrer in Ossiach[1]